# Theodor Caspari
Carl Theodor Caspari (født 13. februar 1853, død 12. februar 1948) var en norsk digter og adjunkt, søn af Carl Paul Caspari.
Casparis første bog, Polemiske Sonetter, udkom 1880 og var et angreb på det radikale indhold i Ibsens og Bjørnsons digtning. Med årene forlod Caspari den polemiske digtning; i sine klare, naturbeskrivende digte, særlig fra højfjeldet, har han ydet sit bedste. Hans smukkeste digtsamling, Norsk Høifjeld, udkom 1907; den vidner om stærk kærlighed til naturen. I sine mange litterære anmeldelser hylder Caspari væsentlig konservative anskuelser.